# Skia
Skia ist eine quelloffene 2D-Grafikbibliothek, die in C++ entwickelt wurde. Skia abstrahiert die nativen, plattformspezifischen Grafik-APIs, welche sich jeweils erheblich voneinander unterscheiden. Die Bibliothek wurde ursprünglich von Skia Inc. entwickelt. Google akquirierte das Unternehmen in 2005, und veröffentlichte sie im Jahr 2008 als quelloffene Software unter der 3-Klausel-BSD-Lizenz.

## Etymologie
Skia ist eine Romanisierung des Wortes „Schatten“ aus dem Griechischen (Σκιά).

## Geschichte
Skia Inc., das Unternehmen hinter der Entwicklung von Skia, wurde im Jahr 2004 von Mike Reed und Cary Clark in Chapel Hill in North Carolina, Vereinigte Staaten gegründet, bevor es im Jahr 2005 von Google akquiriert wurde.

## Architektur
Um plattformübergreifend zu bleiben, unterstützt Skia zahlreiche (plattformabhängige) Backends. Diese umfassen:
- CPU-basierte Software-Rasterung
- Ausgabe im Portable Document Format (PDF)
- GPU-beschleunigte Rasterung durch die Verwendung von:[4]
  - ANGLE, welches OpenGL-ES-Aufrufe in die nativen Plattform-APIs übersetzt
  - Vulkan
  - Metal
- Scalable Vector Graphics (SVG)
- XML Paper Specification (XPS)

Skia ist vom Zweck her am ehesten mit Cairo oder Pathfinder vergleichbar (d. h. es konzentriert sich auf das Zeichnen) und nicht mit aufwändigeren APIs wie der von Qt, die ihre eigenen Widgets, UI-Beschreibungssprachen usw. bereitstellen.
Skia unterstützt die folgenden Betriebssysteme:
- Windows 10 und 11
- macOS 10.15 und später
- iOS 11 und später
- Android 4.3 (Jelly Bean) und später
- Ubuntu 18.04+, Debian 10+, openSUSE 15.2+ und Fedora Linux 32+
- Webbrowser[7]

## Nutzung
Die Bibliothek wird unter anderem in Google Chrome, ChromeOS, Chromium OS, Mozilla Firefox, Mozilla Thunderbird, Android, Firefox OS, Flutter, Avalonia (seit Alpha 4), LibreOffice (ab der Version 7.0) und RAD Studio (ab der Version 12.0) eingesetzt (Stand 2023).